# Kahlil Dukes
Kahlil Dukes (ur. 17 maja 1995 w Hartford) – amerykański koszykarz występujący na pozycji rozgrywającego, obecnie zawodnik Samsun BSB Anakent.
17 grudnia 2019 zawarł umowę z Legią Warszawa.
27 lipca 2020 został zawodnikiem tureckiego Samsun BSB Anakent.

## Osiągnięcia
Stan na w 28 lipca 2020, na podstawie, o ile nie zaznaczono inaczej.
NCAA
- Koszykarz roku konferencji Metro Atlantic Athletic (MAAC – 2018 wspólnie z Jermainem Crumptonem)[7]
- Zaliczony do:
  - I składu:
    - MAAC (2018)
    - turnieju Barclays Center Classic (2018)

  - składu honorable mention All-American (2018 przez Associated Press)
- Zawodnik tygodnia konferencji MAAC (15.01.2018, 11.12.2017)
- Lider konferencji MAAC w skuteczności rzutów:
  - za 3 punkty (41,7% – 2018)
  - wolnych (92,1% – 2017, 90,8% – 2018)